# Síndrome de la triple X
La síndrome XXX, 47 XXX o triple X és una anomalia genètica que és produïda per la trisomia, presència de tres cromosomes X, en comptes del parell habitual (XY en homes o XX en dones). És deguda a una separació inefectiva dels cromosomes sexuals durant la meiosi produïda en l'espermatogènesi o l'oogènesi. La manca de cromosoma Y fa que les persones portadores d'aquesta trisomia siguin exclusivament dones. De totes les anomalies amb excés de cromosoma X al sexe femení, aquesta és la més freqüent, ja que té una incidència d'1 de cada 1000 acabades de néixer.

### Descobriment
L'associació entre sexe i malaltia fou una de les primeres a ser observades, aquestes anomalies cromosòmiques són, normalment, patides per barons, i molt rarament per dones. En dones, els símptomes són molt més lleus. La documentació més primerenca de la síndrome de la triple X és del 1959, on P.A. Jacobs troba el cas d'una dona d'intel·ligència normal i amb amenorrea (manca de flux menstrual).

## Causes
Malgrat que la síndrome triple X és genètica, no sol ser hereditària, ja que es deu a un error genètic aleatori que es dona a la divisió cel·lular. En la majoria de casos, fins al 90%, la síndrome 47 XXX es deu al fet que hi ha un intercanvi anormal de gonosomes X-Y a la meiosi paterna i a una no disjunció de X-X en la meiosi de la mare.

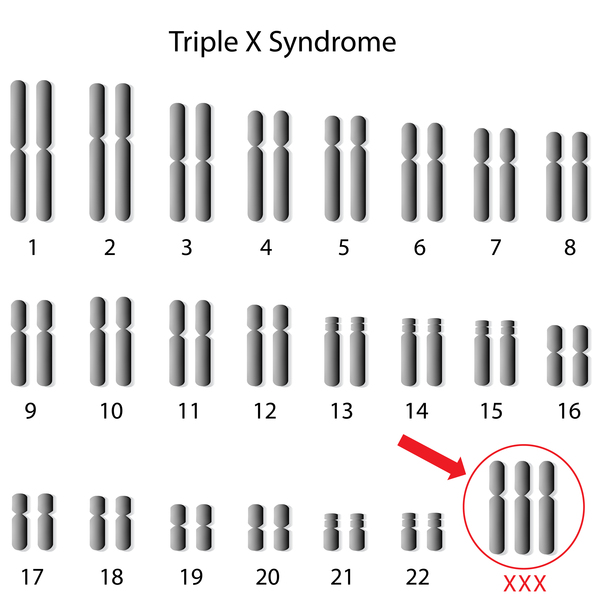
Cariotip d'una dona amb la síndrome del triple X

Aquest error pot ocórrer abans de la fecundació en les cèl·lules reproductores de la mare o de pare, o bé en el desenvolupament inicial de l'embrió. Per tant, les dones afectades per aquesta síndrome neixen amb ell. Quan el cromosoma de més es deu a una divisió cel·lular incorrecta que té lloc en el desenvolupament de l'embrió, l'organisme femení té una forma de mosaic de la síndrome triple X, on només algunes cèl·lules tenen el cromosoma X addicional.

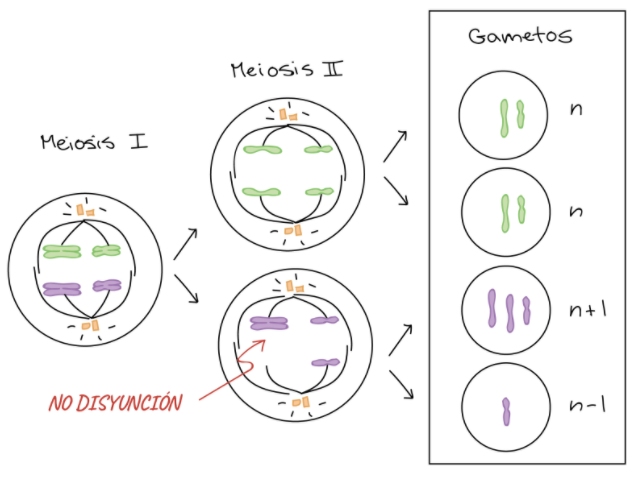
No disjunció de cromosomes durant la meiosi

| XX dona             |
| XY baró             |
| XXX dona (triple X) |

## Símptomes
- Físicament, l'aspecte és molt variable, i més de la meitat de les dones amb la síndrome triple X tenen una aparença normal. En la majoria dels casos, les afectades sobrepassen la mitjana d'altura, però a part d'això, no tenen cap característica inusual i no hi ha cap mena de problema de salut. Tot i això, en alguns casos els rostres recorden a la Síndrome de Down per l'occípit pla, parpelles oblíques, increment en la separació dels ulls i regió malar aplanada. El nas sovint és aplanat i ample, amb punta carnosa. A la boca, es pot observar un paladar elevat i el llavi superior fi. Altres possibles trets físics són plecs epicàntics, hipotonia i cinquè dit de la mà curt i encorbat (clinodactília). Estudis amb ressonància magnètica cerebral han trobat una disminució de la grandària de l'amígdala encefàlica.
- Pel que fa a la reproducció, la majoria de dones amb la síndrome 47 XXX tenen un desenvolupament mamari i sexual normal, i solen ser dones fèrtils amb fills sans.
- La conducta pot ser normal o, fins i tot, amb bones notes acadèmiques, però és més freqüent que a partir dels 2 anys mostrin problemes d'aprenentatge, retard en l'adquisició d'hàbits del llenguatge, fracàs escolar, mala coordinació i conducta immadura.

En casos particulars, també s'ha observat:
- Retard psicomotor.
- Problemes psicològics, com dèficit d'atenció, trastorns de l'estat d'ànim (incloent-hi ansietat i depressió) i trastorns d'adaptació
- Convulsions (10% dels casos)
- Anomalies genitourinàries (10% dels casos)
- Anomalies de ronyó
- Falla ovàrica prematura
- Malformacions cardíaques, malformacions gàstriques (atrèsia duodenal), encefalocele (quan el teixit del cervell se surt per fora del crani) i un cas d'extròfia de la claveguera
- Epicant (plec cutani dins de l'ull)
- Cap petit
- Pubertat retardada en alguns casos i freqüentment menopausa desenvolupada.
- Trastorns menstruals

## Diagnòstic
El diagnòstic sol ser difícil a causa que moltes nenes i dones amb síndrome del triple X estan sanes i no solen presentar símptomes externs de l'alteració genètica. De fet, poden romandre sense diagnosticar durant tota la seva vida, o el diagnòstic pot donar-se en estudiar un problema diferent.
El diagnòstic s'estableix a partir de la pubertat, en manifestar-se l'amenorrea primària. És confirmat pel cariotip, fixant-se en el nombre de cromosomes X. Quan són tres, com és el cas habitual en la síndrome, es pot completar amb un estudi ecogràfic i analític per a comprovar l'estat hormonal. Si hi ha més cromosomes X, la discapacitat psíquica és major, la capacitat intel·lectual és baixa i els trets dismòrfics són més evidents.
La síndrome del triple X també pot ser diagnosticada durant les proves prenatals per a identificar altres trastorns genètics, on s'analitza el líquid amniòtic que envolta el fetus, teixit de la placenta materna o sang materna. Això pot ajudar que les noies rebin aviat el diagnòstic. Les investigacions indiquen que una intervenció i un tractament precoços són més eficaços.

## Tractament
Les nenes amb qualsevol dels símptomes anotats anteriorment han de ser observades per especialistes. La síndrome del Triple X no té cura, però es poden tractar símptomes específics. Segons el tipus de símptoma i la seva gravetat, els tractaments difereixen:
- Visites regulars a metge: Per a supervisar el desenvolupament de la nena a la recerca de retards, dificultats socials o relacionades amb el llenguatge, o problemes de salut que puguin ser tractats.
- Serveis de suport educacional: per exemple, un especialista en parla i el llenguatge si hi ha retard del llenguatge
- Serveis d'intervenció precoç: com teràpia ocupacional, teràpia del desenvolupament, teràpia de la parla i fisioteràpia. Per exemple: un psicòleg o neuròleg infantil és requerit si hi ha endarreriment en el desenvolupament, i un endocrinòleg si hi ha retard de la pubertat.
- Atenció psicològica

El tractament s'ha de considerar des de la lactància pel que fa a la fisioteràpia, des dels quinze mesos en el que es refereixi a l'endarreriment del llenguatge, des dels tres anys pel que fa a la lectura i els problemes d'aprenentatge i des dels cinc pel que fa a l'ansietat i la depressió. Altres alternatives de tractament són la cirurgia, la teràpia hormonal amb estrògens i progesterona, i la fecundació in vitro si la dona vol quedar-se embarassada.

## Pronòstic
Actualment, només un 10% de les dones afectades amb trisomia X es diagnostica.
En síntesi, els problemes principals de la síndrome són el nivell cognitiu baix i el trastorn de conducta: retraïment, difícils relacions amb el grup, canvis d'humor extrems, etc. Les nenes amb síndrome del triple X poden desenvolupar problemes en la parla, l'aprenentatge i la conducta social des d'edats primerenques. Això pot tornar-les més proclius a tenir una baixa autoestima i a desenvolupar problemes escolars i socials.
L'evolució és més favorable, segons norma habitual, en els mosaics. Si les nenes són normals psicològicament, l'evolució pot ser la pròpia de les altres persones, amb l'edat i l'entorn.